# 蒙特希卡尔
蒙特希卡尔，是西班牙安达卢西亚自治区格拉纳达省的一个市镇。总面积88平方公里，2001年普查人口總數為2780人，人口密度為每平方公里32人。

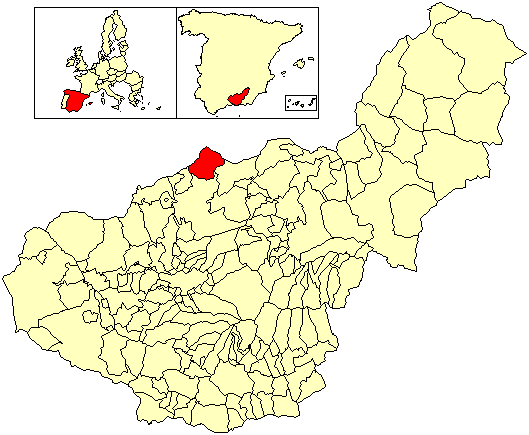
蒙特希卡尔的位置